# 株式会社 (日本)
株式会社（かぶしきがいしゃ、ローマ字表記: Kabushiki-gaisha）は、日本の会社法に基づいて設立される会社形態の1つで、株式と呼ばれる細分化された社員権を有する有限責任の社員（株主）のみから成るものの事である。出資者たる株主は出資額に応じて株式を取得し、配当により利益を得る。広義には外国における同種または類似の会社形態を含む（会社法823条）が、これについては株式会社を参照。

## 概要
株式会社に出資することにより株式を有する者（すなわち株式会社の社員）を株主という。株主は購入などで手に入れた株式の数に応じて、株式会社の経営に関与する事ができる（経営参加権）。具体的には株式会社の意思決定会議である株主総会において、原則として株式の保有数、またはその保有単元数に応じて議決権を持つ（株主平等の原則）。
日本の株式会社に対応する同様の構造の会社形態は、日本以外の世界各国にも存在する。以下に例を挙げる。
- アメリカ合衆国各州における「business corporation（）」
- イギリスにおける「company limited by shares（）」（株式有限責任会社）
- ドイツにおける「Aktiengesellschaft（）」（直訳すると「株式会社」）
- フランスにおける「société anonyme（）」（直訳すると「匿名会社」）

なお、日本の会社は株式会社以外に有限会社（現在は新設不可）、合資会社、合名会社、合同会社があるが、株式会社の会社数はこれらとは桁違いに突き抜けている。

## 表記方法
株式会社の表記については、法務省日本法令外国語データベースの会社法第六条第二項において、 Kabushiki-Kaisha （連濁せずに、かぶしき 「か」いしゃ）とローマ字表記されている。ただし外国語データベースは参考資料であって、法的効力は有せず、また公定訳でもない。
また、省略する場合、「（株）」（銀行振込の場合は「カ」）となる。英文では「"KK"」（Kabusiki Kaisha）、また「Corp.」、「Inc.」、「Ltd.」、「Co., Ltd.」などが使われる（後述）。

## 起源
日本初の株式会社
- 第一国立銀行 - 1872年（明治5年）の国立銀行条例に基づき、1873年（明治6年）7月20日に設立された。
- 日本郵船 - 1893年（明治26年）、日本で最初の一般的な会社法規である商法に基づき設立された株式会社。

なお、商法はドイツ法を参考に立法されたため、株式会社もドイツの株式会社（AG）を参考に立法された。もっとも、第二次世界大戦後の連合国軍占領下で、商法の株式会社に関する部分は占領当局によりアメリカ合衆国の1933年イリノイ州会社法（Illinois Business Corporation Act of 1933）に基づく全面改訂がなされ、その後もアメリカ法の強い影響を受けて幾度もの改正がなされて現在に至っているが、日本法とアメリカ法の間には差異があるため、アメリカのビジネス・コーポレーションと日本の株式会社は異なる特徴を有している。専門職として、1872年（明治5年）に司法書士が創設され、設立およびそれ以後の権利義務の変動に関する登記（商業登記）のための書類の作成、登記の申請などを業務として行っている。

## 設立
株式会社は、その本店の所在地において設立の登記をすることによって成立する（49条）。法人格は準則主義により、法定の手続きが履行されたときに付与される。
会社法第2編第1章 設立に規定がある。
- 第1節 総則（25条）
- 第2節 定款の作成（26条-31条）
- 第3節 出資（32条-37条）
- 第4節 設立時役員の選任及び解任（38条-45条）
- 第5節 設立時取締役等による調査（46条）
- 第6節 設立時代表取締役の選定等（47条・48条）
- 第7節 株式会社の成立（49条-51条）
- 第8節 発起人等の責任（52条-56条）
- 第9節 募集による設立（57条-102条）

### 設立方法
発起設立発起人が設立時発行株式の全部を引き受ける方法（25条1項1号）。
募集設立発起人が設立時発行株式を引き受けるほか、設立時発行株式を引き受ける者の募集をする方法（25条1項2号）。

### 発起人
株式会社の設立の企画者として定款に署名する者をいう。
株式会社の成立後は、錯誤、又は詐欺若しくは強迫を理由として設立時発行株式の引受けの無効又は取消しをすることができない（51条）。 擬似発起人とは、募集広告等で設立を賛助する者をいい、発起人とみなされる（103条4項）。
- 責任
  - 不足額填補責任（52条）
  - 任務懈怠責任（53条）
  - 責任の免除（55条）
  - 会社不成立の責任（56条）
  - 募集設立の発起人の責任等（103条）

### 定款の作成
定款とは、会社の組織活動に関する根本規則（実質的意義の定款）、およびそのような規則を記載した書面・電磁気的記録（形式的意義の定款）のことを指す。
株式会社を設立するためには、発起人が定款を作成、署名・押印しなければならない（26条）。
定款の記載事項は必ず記載しなければならない絶対的記載事項と、記載しなくてもいいが記載しなければその記載の効力が認められない相対的記載事項、定款以外の規則でも効力を及ぼすが定款に記載することもできる任意的記載事項がある。（詳細は定款を参照）。
発起人が作成した定款は公証人によって認証される。また、相対的記載事項の一部は変態設立事項といい、検査役の調査が必要とされる。

#### 商号
商号には「株式会社」をどこかに含まなければならない。一般に、「株式会社」は先頭（株式会社○○、いわゆる「前株」）か末尾（○○株式会社、いわゆる「後株」）に置かれ、しばしば（株）と略記される（法的には、○○株式会社□□のような法人名も認められるが、実例はごく少ない）。銀行振込の場合、前株は「カ）」、後株は「（カ」と表記される。

### 設立時発行株式
発起人の全員の同意が必要である（32条）。
- 発行可能株式総数の定め等（37条）

公開会社は、設立時発行株式の総数を、発行可能株式総数の四分の一以下にすることができない。
- 設立時発行株式を引き受ける者の募集（57条）

### 出資の履行
発起人は、設立時発行株式の引受け後遅滞なく、その引き受けた設立時発行株式につき、その出資に係る金銭の全額を払い込み、又はその出資に係る金銭以外の財産の全部を給付しなければならない（34条）。
- 設立時発行株式の株主となる権利の喪失（36条）

期日までに出資の履行をしないときは、当該出資の履行をすることにより設立時発行株式の株主となる権利を失う。
- 設立時募集株式の払込金額の払込み（63条）

### 設立時役員等
設立時役員等の選任は、発起設立では発起人の議決権の過半数をもって決定し（40条）、募集設立では、創立総会の決議によって行わなければならない（88条）。 
定款で設立時役員等として定められた者は、出資の履行が完了した時に、それぞれ設立時役員等に選任されたものとみなす（38条）。
設立時取締役・設立時監査役は、選任後遅滞なく、設立事項を調査しなければならない（46条、93条）。

### 創立総会
- 募集設立の場合に発起人が、設立時募集株式の払い込み後招集する、設立時株主の総会（65条）。
- 創立総会の決議（73条）

創立総会の決議は、当該創立総会において議決権を行使することができる設立時株主の議決権の過半数であって、出席した当該設立時株主の議決権の2/3以上に当たる多数をもって行う。
- 延期又は続行の決議（80条）
- 種類創立総会（84条）

### 成立
本店の所在地において設立の登記をすることによって成立する（49条）。成立の日における貸借対照表を作成しなければならない（435条）。株式会社の設立の登記（911条）

### 設立無効の訴え
会社の設立の無効は、会社の成立の日から2年以内に訴えをもってのみ主張することができる（828条1項1号）。
会社の設立の無効の訴えは、設立する会社を被告として訴え（834条）、認容判決が確定したときは、将来に向かってその効力を失う（839条）。

## 株式
株主は、その有する株式につき次に掲げる権利その他会社法の規定により認められた権利を有する（105条1項）。
1. 剰余金の配当を受ける権利
2. 残余財産の分配を受ける権利
3. 株主総会における議決権

### 募集株式の発行

#### 募集事項の決定
株式会社は、その発行する株式又はその処分する自己株式を引き受ける者の募集をしようとするときは、その都度、募集株式について次に掲げる事項を定めなければならない（199条1項）。
1. 募集株式の数
2. 募集株式の払込金額またはその算定方法
3. 金銭以外の財産を出資の目的とするときは、その旨並びに当該財産の内容および価額
4. 募集株式と引換えにする金銭の払込みまたは前号の財産の給付の期日またはその期間
5. 株式を発行するときは、増加する資本金および資本準備金に関する事項

原則として、この事項の決定は、株主総会の決議によらなければならない（199条2項）。この決議は、当該株主総会において議決権を行使することができる株主の議決権の過半数（三分の一以上の割合を定款で定めた場合にあっては、その割合以上）を有する株主が出席し、出席した当該株主の議決権の三分の二（これを上回る割合を定款で定めた場合にあっては、その割合）以上に当たる多数をもって行わなければならない（309条2項5号）。

#### 募集株式の割当て
原則として、募集に応じて募集株式の引受けの申込みをする者は、次に掲げる事項を記載した書面を株式会社に交付しなければならない（203条2項）。
1. 申込みをする者の氏名または名称および住所
2. 引き受けようとする募集株式の数

原則として、株式会社は、申込者の中から募集株式の割当てを受ける者を定め、かつ、その者に割り当てる募集株式の数を定めなければならない（204条1項）。

#### 出資の履行
原則として、募集株式の引受人は、第199条第1項第4号の期日又は同号の期間内に、株式会社が定めた銀行等の払込みの取扱いの場所において、それぞれの募集株式の払込金額の全額を払い込まなければならない（208条1項）。

## 機関
株式会社は法人であり、その意思決定や行為を実際に行うのは、かかる権限を有する機関である。

### 変遷
日本のかつての商法における株式会社は、従来（1950年（昭和25年）改正以降）、全株主により構成される株主総会の下、株主総会により選任された取締役および取締役により構成される取締役会、取締役会により選任される代表取締役、ならびに株主総会が選任する監査役によって構成される。
日本の株式会社は、代表取締役の権能が非常に強く、株主が軽視されがちであるとの主に欧米の機関投資家からの批判を受け、コーポレートガバナンスの観点から、米法型の委員会等設置会社が2003年（平成15年）4月、株式会社の監査等に関する商法の特例に関する法律（商法特例法）改正により規定された。委員会等設置会社に対して、従来の株式会社を呼称する場合には監査役設置会社といった。
2005年（平成17年）の会社法の成立により、従来の有限会社の枠組みに属するタイプの会社が株式会社の基本的な形態とされることになったため、取締役会の設置も任意になった。その他会社の機関構造の自由度は飛躍的に増加した。また委員会等設置会社は委員会設置会社に名称が改められた。
現行法では、指名委員会、監査委員会および報酬委員会を置く株式会社を指名委員会等設置会社という（2条12号）。

### 種類
株主
株式会社の出資者にして究極的な所有者。その所有形態は、共有であり、狭義の共有では合有である。
株主総会における議決権の行使の他、帳簿閲覧請求権や差止請求権、株主代表訴訟などを通じて会社の経営を監視することができる。多数の株主により構成されることを想定され（例外として、日本特有の小規模な株式会社や、一人会社がある）、株主ら自身によって会社を運営してゆくのは効率的とはいえない。そこで日常的な業務については取締役会、およびさらにそこから日常業務を委任された代表取締役といった経営陣が執り行う。
株式会社は株式を発行して出資を募り、株主は転々流通する株式を購入することによって会社に出資することを目的として設計された制度である。法律学において社員とは、社団の構成員（株式会社においては「株主」）のことを指す言葉であり、一般的な用法である従業員のことを指す言葉ではない。従業員とは一般に、会社との間で雇用契約を締結している者を言い、社団構成員としての意味の社員とは別の概念である。
株主総会
株主総会は、会社法に規定する事項および株式会社の組織、運営、管理その他株式会社に関する一切の事項について決議をすることができる（295条1項）。取締役会設置会社においては、株主総会は、会社法に規定する事項および定款で定めた事項に限り、決議をすることができる（295条2項）。
役員（取締役、会計参与および監査役）および会計監査人は、株主総会の決議によって選任する（329条1項）。
会社の日常の業務は、株主総会において選任された取締役で構成する取締役会に委任される（「所有と経営の分離」）。
取締役
取締役は、定款に別段の定めがある場合を除き、株式会社（取締役会設置会社を除く。）の業務を執行する（348条1項）。
株式会社における取締役は取締役会を構成し、意思決定に参加する。
のみで、取締役会で決定されたことを具体的に執行するのは代表取締役、業務担当取締役らである。
取締役会
取締役による合議体。
取締役会は、次に掲げる職務を行う（362条2項）。
1. 取締役会設置会社の業務執行の決定
2. 取締役の職務の執行の監督
3. 代表取締役の選定および解職

2005年（平成17年）成立の会社法においては、取締役会は任意の設置機関となった。これは従来の有限会社の機関構造が会社法における株式会社の基本的な機関構造とされたことによる。
会計参与
会計参与は、取締役と共同して、計算書類およびその附属明細書、臨時計算書類並びに連結計算書類を作成する（374条1項）。税理士などが務める。
監査役
監査役は、取締役（会計参与設置会社にあっては、取締役および会計参与）の職務の執行を監査する（381条1項）。
監査役は、取締役が不正の行為をし、若しくは当該行為をするおそれがあると認めるとき、又は法令若しくは定款に違反する事実若しくは著しく不当な事実があると認めるときは、遅滞なく、その旨を取締役（取締役会設置会社にあっては、取締役会）に報告しなければならない（382条1項）。
会社の業務が適正に行われているかどうかを監査し、会社と株主の利益を保護する役割を負う。
監査役会
すべての監査役で構成される組織。
監査役会は、次に掲げる職務を行う。ただし、下記3.の決定は、監査役の権限の行使を妨げることはできない（390条2項）。
1. 監査報告の作成
2. 常勤の監査役の選定および解職
3. 監査の方針、監査役会設置会社の業務および財産の状況の調査の方法その他の監査役の職務の執行に関する事項の決定

公開会社かつ大会社では監査役会か監査委員会が必ず設置される。
会計監査人
会計監査人は、株式会社の計算書類およびその附属明細書、臨時計算書類並びに連結計算書類を監査する（396条1項）。大会社・指名委員会等設置会社では必ずおかれる。公認会計士か監査法人が務める。
監査等委員会
指名委員会
指名委員会は、株主総会に提出する取締役の選任および解任に関する議案の内容を決定する（404条1項）。
監査委員会
監査委員会は、次に掲げる職務を行う（404条2項）。
一　執行役等の職務の執行の監査および監査報告の作成
二　株主総会に提出する会計監査人の選任および解任並びに会計監査人を再任しないことに関する議案の内容の決定
報酬委員会
報酬委員会は、執行役等の個人別の報酬等の内容を決定する（404条3項）。
執行役
業務の決定・執行を行う。
検査役

## 計算
株式会社は、当該株式会社を除く株主に対し、剰余金の配当をすることができる（453条）。

## 事業の譲渡等
株式会社は、事業の全部の譲渡等をする場合には、その行為がその効力を生ずる日の前日までに、株主総会の決議によって、その行為に係る契約の承認を受けなければならない（467条1項）。

## 解散
株式会社が、活動を止め財産の整理し、清算することをいい、法人格は、合併の以外では清算手続の完了まで存続する。
- 解散事由（471条）

1. 定款で定めた存続期間の満了
2. 定款で定めた解散の事由の発生
3. 株主総会の特別決議
4. 合併（合併により当該株式会社が消滅する場合に限る。）
5. 破産手続開始決定
6. 解散命令（824条）又は解散請求（833条）による解散を命ずる裁判

株主総会の決議による解散：2002年（平成14年）の雪印食品株式会社
- 休眠会社のみなし解散（472条）
- 株式会社の継続（473条）

### 清算
清算中の株式会社は清算株式会社と呼ぶ。清算が結了するまでは、清算株式会社は、株式会社として（解散の決議後なども）存続し、定期株主集会も開かれ（491条）、原則として清算結了の登記を行うことで、株式会社は消滅する。
- 解散した株式会社の合併等の制限（474条）
- 清算からの除斥（503条）

特別清算
清算手続の特則として、清算中の株式会社に債務超過の疑いがある場合などには、倒産処理手続の一種と分類される特別清算の手続が利用されることとなる。
会社法（平成17年法律第86号）第2編第9章第2節第1款により規律され、解散して清算手続に入った株式会社について、清算の遂行に著しい支障を来す事情がある場合や債務超過の疑いがある場合に、清算人が裁判所の監督の下で清算を行う手続である。会社法に組み込まれている手続であり独立した法典が存在しないが、倒産四法制の一つとして位置づけられている。破産手続と異なり、原則として従前の清算人がそのまま清算手続を行う。

## 関連する法律
- 会社法（第2編 株式会社で規定されている）
  - 第1章 設立
  - 第2章 株式
  - 第3章 新株予約権
  - 第4章 機関
    - 第1節 株主総会及び種類株主総会
    - 第2節 株主総会以外の機関の設置
    - 第3節 役員及び会計監査人の選任及び解任
    - 第4節 取締役
    - 第5節 取締役会
    - 第6節 会計参与
    - 第7節 監査役
    - 第8節 監査役会
    - 第9節 会計監査人
    - 第9節の2 監査等委員会
    - 第10節 指名委員会等及び執行役
    - 第11節 役員等の損害賠償責任

  - 第5章 計算等
  - 第6章 定款の変更
  - 第7章 事業の譲渡等
  - 第8章 解散
  - 第9章 清算

## 英語
日本の株式会社に対応する英語での呼称には、以下のようなものがある。
1. stock company - イギリス風の直訳。比較的標準的な訳語で、政府による『法令用語日英標準対訳辞書』および『会社法』第一編の英訳（公式訳ではない）でも採用されている[3]。
2. stock corporation - アメリカでの、株式を発行するコーポレーションを指す用語である。
3. business corporation - アメリカで、営利目的のコーポレーションを指すのに用いられる表現である。
4. joint-stock company - 英米法に存在する概念で、かつ、直訳に近い。実際に大陸法諸国の株式会社の訳語として使われることが多い。ただし、英米いずれも株式会社とは似て非なる概念であり、誤解を招くため避けるべきとの指摘がある。

なお、以上とは別に、kabushiki kaishaと呼ぶこともある。特に英文契約書などではこの表現が好まれる。

### 商号の英訳
英語表記の場合には、「株式会社」をローマ字表記にして頭文字を取った「KK」（kabushiki kaisha）の他、米国や英国に倣って「Corp.」、「Inc.」、「Ltd.」とすることが多い。日本においては Co., Ltd. の形もよく使われている。最近では、カンマを外した「Co. Ltd.」の表記を採用する企業もある。また、多国籍企業ではAIGのように日本国外の本社と日本法人を区別するために、前者を「Inc.」など英語の略称、後者を「KK」として区別に用いている例もある。
外国企業等との取引の際に便利なように、英文での商号を定めている日本の株式会社もあり、定款に定めることもある。ただし、日本に英文商号を規制する法律や登記する制度はない。日本の株式会社が定める英文商号の中で、「株式会社」の翻訳として通常使われているのは、以下の4種類である（実例とともに示す）。
- XXX, Limited（あるいはその略称である、XXX, Ltd.。XXX Co., Ltd.やXXX Co. Ltd.("Co."は"company"の略である。)、XXX Kaisha, Ltd.と定めているものもある。）：特に"Co., Ltd."の採用例が圧倒的に多いが、真ん中のスペースが欠落していることも多い。なお、アメリカ合衆国において、Ltd.ないしはLimitedを含む名称を用いるのは、通常LLCであり、日本では合同会社に相当する。イギリス（本土）では、私会社 (private company) である場合に強制されるものであり、これは、日本のいわゆる非公開会社に近い。一方、イギリス（本土）およびアメリカ以外の英語圏では上場会社であってもこのような名称が用いられることがある。
  - 株式会社日立製作所 Hitachi, Limited
  - 株式会社三菱UFJ銀行 MUFG Bank, Limited
  - 野村證券株式会社 Nomura Securities Company, Limited
  - 三井物産株式会社 Mitsui & Company, Limited
  - 川崎汽船株式会社 Kawasaki Kisen Kaisha, Limited
  - （旧）明治製菓株式会社 Meiji Seika Kaisha, Limited
- XXX Corporation（略してXXX Corp.）：アメリカ合衆国における例に倣ったものである。

  - 日本製鉄株式会社 NIPPON STEEL CORPORATION
  - 日本電信電話株式会社 Nippon Telegraph and Telephone Corporation
  - 日本テレビ放送網株式会社 Nippon Television Network Corporation
  - 株式会社三井住友銀行 Sumitomo Mitsui Banking Corporation （「三井」と「住友」が反対）
  - 三菱電機株式会社 Mitsubishi Electric Corporation
  - ソニーグループ株式会社 Sony Group Corporation
  - トヨタ自動車株式会社 Toyota Motor Corporation
  - パナソニック株式会社  Panasonic Corporation
- XXX, Incorporated（略してXXX, Inc.）またはXXX Incorporated（略してXXX Inc.）：アメリカ合衆国における例に倣ったものである。
  - キヤノン株式会社 Canon Incorporated
  - 株式会社電通 Dentsu Incorporated
  - 株式会社ソニー・ミュージックエンタテインメント Sony Music Entertainment Incorporated
  - （旧）株式会社東京放送 Tokyo Broadcasting System, Incorporated
- XXX Kabushiki Kaisha（略してXXX KKまたはXXX K.K.）：株式会社をローマ字表記したものである。日本法に準拠して設立された株式会社であることが明らかとなるメリットがあるが、取引関係者が日本語のkabushiki kaishaの意味を解さないと意味がない。そのため、通常の企業では採用例は少なく、特定目的会社においてよく用いられる。
  - 昭和電工株式会社 Showa Denko Kabushiki Kaisha
  - 日本郵船株式会社 Nippon Yusen Kabushiki Kaisha

なお、英語圏には日本の会社の種類を表す語を前に置く習慣がないため、「株式会社○○」（前株）であっても"XXX Co., LTD"などのように後ろに置くのが普通である。

## 記号
英語では「Kabusiki Kaisha」の略として㏍という記号が使われることもあり、Unicodeなどではこの記号を「全角KK」として定めている。また日本語では「全角括弧付き株」の㈱記号も使われている。
| 記号 | Unicode | JIS X 0213 | 文字参照          | 名称                                         |
| ---- | ------- | ---------- | ----------------- | -------------------------------------------- |
| ㏍   | U+33CD  | 1-13-67    | &#x33CD; &#13261; | 全角KK SQUARE KK                             |
| ㈱   | U+3231  | 1-13-74    | &#x3231; &#12849; | 全角括弧付き株 PARENTHESIZED IDEOGRAPH STOCK |
| ㊑   | U+3291  | -          | &#x3291; &#12945; | 丸株 CIRCLED IDEOGRAPH STOCK                 |
| ㍿   | U+337F  | -          | &#x337F; &#13183; | 全角株式会社 SQUARE CORPORATION              |